# SimCity DS
SimCity DS (яп. シムシティDS, ShimuShiti DS) — відеогра про будівництво та управління містом і перша частина серії SimCity для Nintendo DS. Вона була опублікована Electronic Arts і розроблена корпорацією AKI та EA Japan.

## Геймплей

Знімок екрана SimCity DS, на якому показано місто на верхньому екрані та мапу міста на нижньому екрані.

SimCity DS успадковує графіку SimCity 3000 і використовує подвійні екрани для відображення додаткових інтерфейсів. Специфічні особливості консолі також помітні, такі як використання вбудованого в систему мікрофона, який використовується для роздування вогню, і сенсорного екрана, який використовується для керування інтерфейсом. Перш ніж почати місто, гравець повинен вибрати місце в регіоні, одного з п’яти радників, а потім підписати статут міста за допомогою сенсорного екрану та стилуса. Верхній екран DS відображає місто та тикер новин, тоді як карта, порадник, інформація та кнопки відображаються на сенсорному екрані.

### Радники та петиціонери
У SimCity DS є п’ять радників, які допомагають гравцям приймати правильні рішення в грі, надаючи рекомендації та поради. На відміну від попередніх версій SimCity, під час підписання статуту міста гравець повинен вибрати лише одного радника, який допоможе йому. До різних радників належать Джулі Максім, Аяко Тачібана, Кайшу Тачібана, Серво 3000 і таємний радник на ім’я Чужий.
Є також петиціонери, багато з яких є громадянами міст гравців, які звертаються до гравця з проблемами та вимагають вирішення або зміни міської політики, наприклад, зниження податкових ставок або угод із сусідами. Вони також можуть давати гравцеві нагороди або вимагати спорудження певних споруд у місті.

### Тікер новин
Окрім порадника, у нижній частині верхнього екрана прокручується тикер новин, який відображає відповідну інформацію про місто у формі новин, наприклад, що місто потребує покращень у певних сферах або наскільки добре окремий міський департамент функціонує. Загалом, коли в місті справи йшли дуже добре, на панелі новин з’являлися комічні або навіть безглузді заголовки, які часто здавалися марними для гравця.

### Орієнтири
Незалежні орієнтири реального світу (і один вигаданий орієнтир) також помітні в SimCity DS, але їх потрібно розблокувати під час гри або за допомогою паролів. Реальні пам’ятки, представлені в грі, включають Ейфелеву вежу, Тадж Махал, Біг-Бен, Статую Свободи, Білий дім, Гранд-Сентрал-Стейшн, Королівський палац Мадрида, Моаї, Будівлю Капітолію, штаб-квартиру ООН, собор Святої Софії та більше. Також показано замок Боузера із серії відеоігор Маріо.

### Катастрофи
У грі є ряд катастроф, які гра може завдати місту, включаючи землетруси, пожежі, напади гігантських мавп і напади НЛО.
У грі також є режим «Врятуй місто», в якому гравець повинен допомогти одному з кількох міст відновитися після катастрофи та досягти певної мети, щоб досягти успіху.

### Дослідження
Існує ряд будівель, які можна отримати, лише витративши гроші на дослідження. Кожна будівля дає певні переваги місту. Для функціонування їм потрібні як вода, так і електроенергія. Дослідження потребують як часу, так і фінансування.

### Зони
Як і в інших іграх SimCity, гравець встановлює тип зони: житлову, комерційну, промислову, морський порт або аеропорт. Кожен із цих типів зон, за винятком аеропорту та морського порту, може бути побудований у легкому, середньому та щільному варіантах. Кольори зонування відрізняються від інших ігор SimCity. Житлові приміщення — жовті замість зелених, комерційні — фіолетові замість синіх, промислові — червоні чи помаранчеві замість жовтих.

## Рецепція
| Агрегатор  | Оцінка |
| ---------- | ------ |
| Metacritic | 69/100 |

| Видання                   | Оцінка  |
| ------------------------- | ------- |
| Electronic Gaming Monthly | 6.33/10 |
| Eurogamer                 | 6/10    |
| Famitsu                   | 31/40   |
| Game Informer             | 8.25/10 |
| GameSpot                  | 7/10    |
| GameSpy                   | [ 9 ]   |
| IGN                       | 7/10    |
| Nintendo Power            | 8/10    |
| Pocket Gamer              | [ 12 ]  |
| VideoGamer.com            | 8/10    |

Гра отримала «середні» відгуки згідно з вебсайтом зібрання оглядів Metacritic. В Японії Famitsu поставив йому 31 бал із 40.

## Продовження
AKI Corporation продовжила розробку версії SimCity Creator для Nintendo DS, яка в Японії вважається офіційним продовженням SimCity DS. Там вона була вперше випущена як SimCity DS 2 у березні 2008 року, за кілька місяців до того, як вона була випущена в решті світу разом із аналогом для Wii.